# Bolschoi-Theater

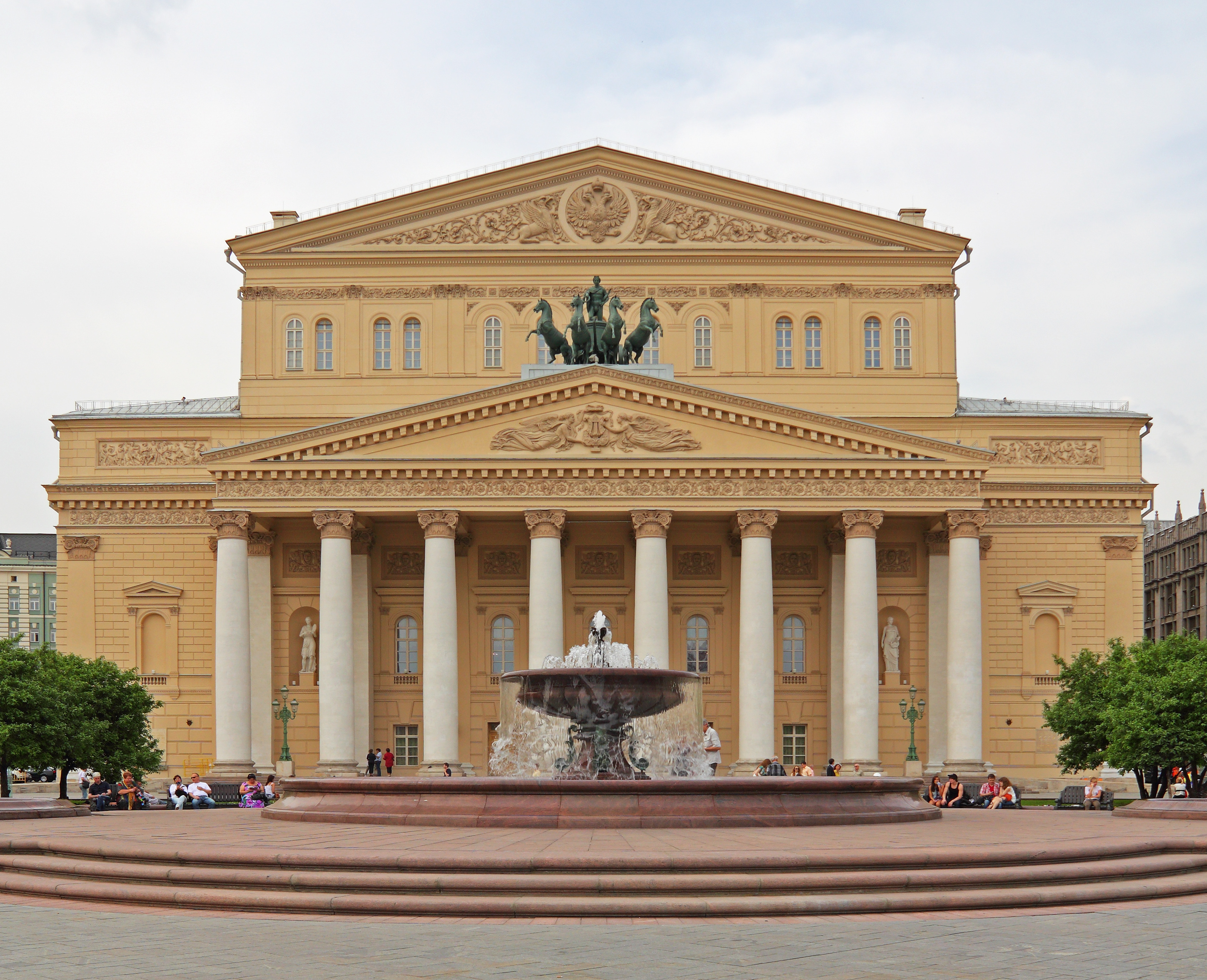
Bolschoi-Theater (2012)

Das Staatliche Akademische Große Theater Russlands (russisch Государственный академический Большой театр России), kurz Bolschoi-Theater („Großes Theater“) in Moskau ist das bedeutendste Theater für Oper und Ballett in Russland. Es bildet ein Paar mit dem in unmittelbarer Nachbarschaft liegenden Maly-Theater („Kleines Theater“).

## Geschichte

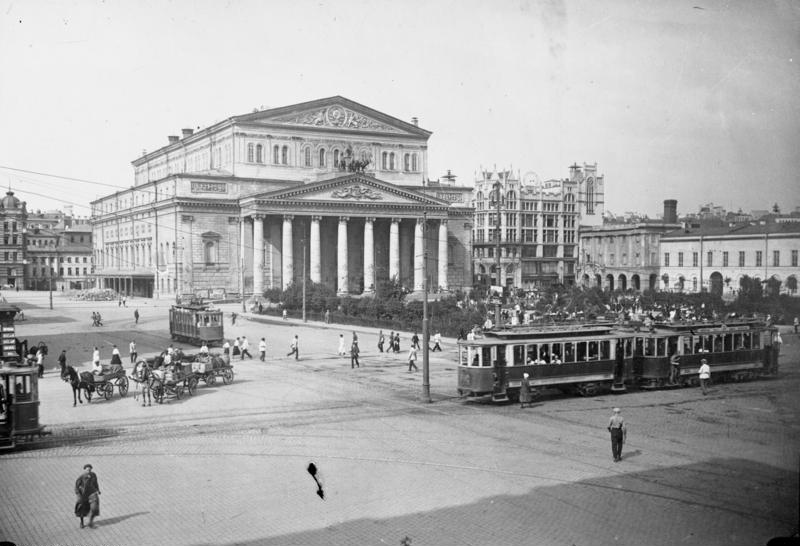
Bolschoi-Theater (1932)

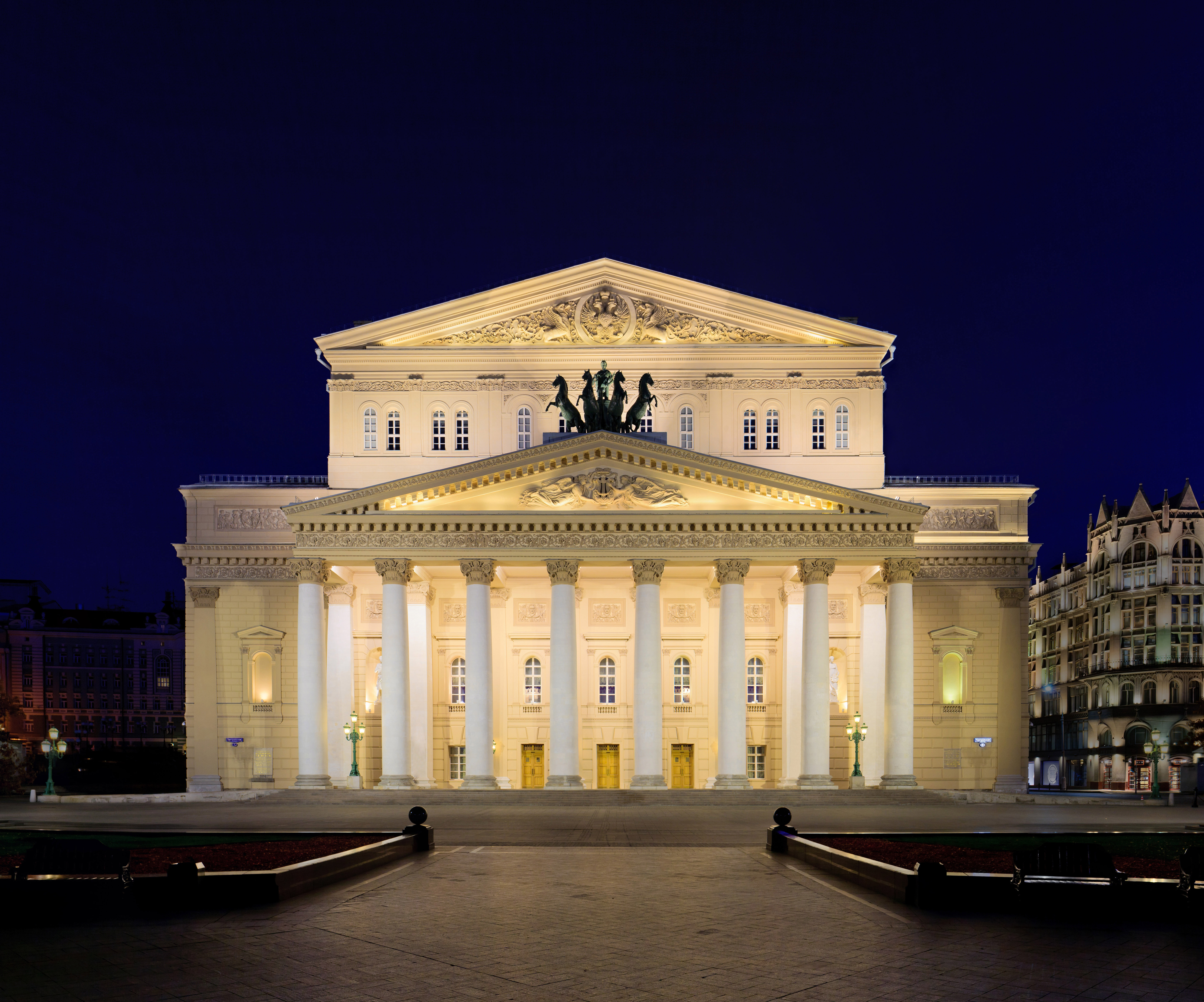
Bolschoi-Theater bei Nacht

Das heutige Bolschoi-Theater besteht seit dem Jahr 1776. Damals erhielt Fürst Pjotr Urussow von Kaiserin Katharina II. das Alleinrecht, in Moskau Schau- und Singspiele aufzuführen. Die ersten Schauspieler waren Leibeigene des Fürsten. Die Aufführungen fanden zuerst noch in einem Privathaus in der Snamenka-Straße statt, erst im Jahr 1780 entstand der Theaterbau am heutigen Standort. Das Bauwerk steht auf Holzpfählen in einem ursprünglich sumpfigen Teil des Moskauer Zentrums.
Zuerst war das Theater nach der vorbeiführenden Straße Petrowski-Theater benannt. Im 18. Jahrhundert wurden überwiegend Opern russischer Komponisten aufgeführt, aber auch Dramen und Ballette. Das Theater ist auch die Heimat des Bolschoi-Balletts.
1805 brannte das Theatergebäude ab und wurde 20 Jahre später durch den Architekten Joseph Bové (auch: Ossip Bowe) nach Plänen von Andrei Michailow neu errichtet. Erst damals erhielt es den Namen Bolschoi-Theater. Am 6. Januarjul. / 18. Januar 1825greg. wurde das neue Bolschoi-Theater mit dem Prolog Der Triumph der Musen zur Musik von Alexei Werstowski und Alexander Aljabjew und Fernando Sors Ballett Cendrillon wieder eröffnet. In der Zwischenzeit hatten Aufführungen im Paschkow-Haus in der Mochowaja-Straße, in einem speziell errichteten Gebäude am Arbatsker Tor und in einem Privathaus in der Snamenka-Straße statt. 1806 wurde das Theater verstaatlicht.
1853 zerstörte erneut ein Brand die Inneneinrichtung des Theaters. Daraufhin stattete der italienische Architekt Alberto Camillo Cavos (1800–1863), Sohn des Komponisten Catterino Cavos (1775–1840), das Gebäude noch kostbarer aus. So ließ er u. a. Änderungen an den Wänden und Fensternischen vornehmen, aber auch die Bogennische über dem Giebel und die Loggia der rückwärtigen Fassade entfernen. Bis heute ist bis auf kleinere Veränderungen diese Einrichtung erhalten geblieben. Durch seine außergewöhnliche Architektur im Stil des russischen Klassizismus gehört das Gebäude des Bolschoi-Theaters heute zu den schönsten Theaterbauten der Welt.
In den Zeiten der Sowjetunion tagten hier die Parteitage der KPdSU und die Kongresse der Kommunistischen Internationale. Am 20. November 1920 hielt Lenin im Bolschoi-Theater beim Plenum des Moskauer Stadtsowjets letztmals eine Rede vor einem größeren Publikum. Seit den 1920er Jahren wurden häufiger Stücke aus nichtrussischen Unionsrepubliken gegeben und das Ensemble des Hauses unternahm Gastspielreisen in andere Teile der UdSSR. 1937 erhielt es den Leninorden.
1941 wurde der Eingangsbereich des Gebäudes von einer deutschen Fliegerbombe getroffen.

## Gegenwart

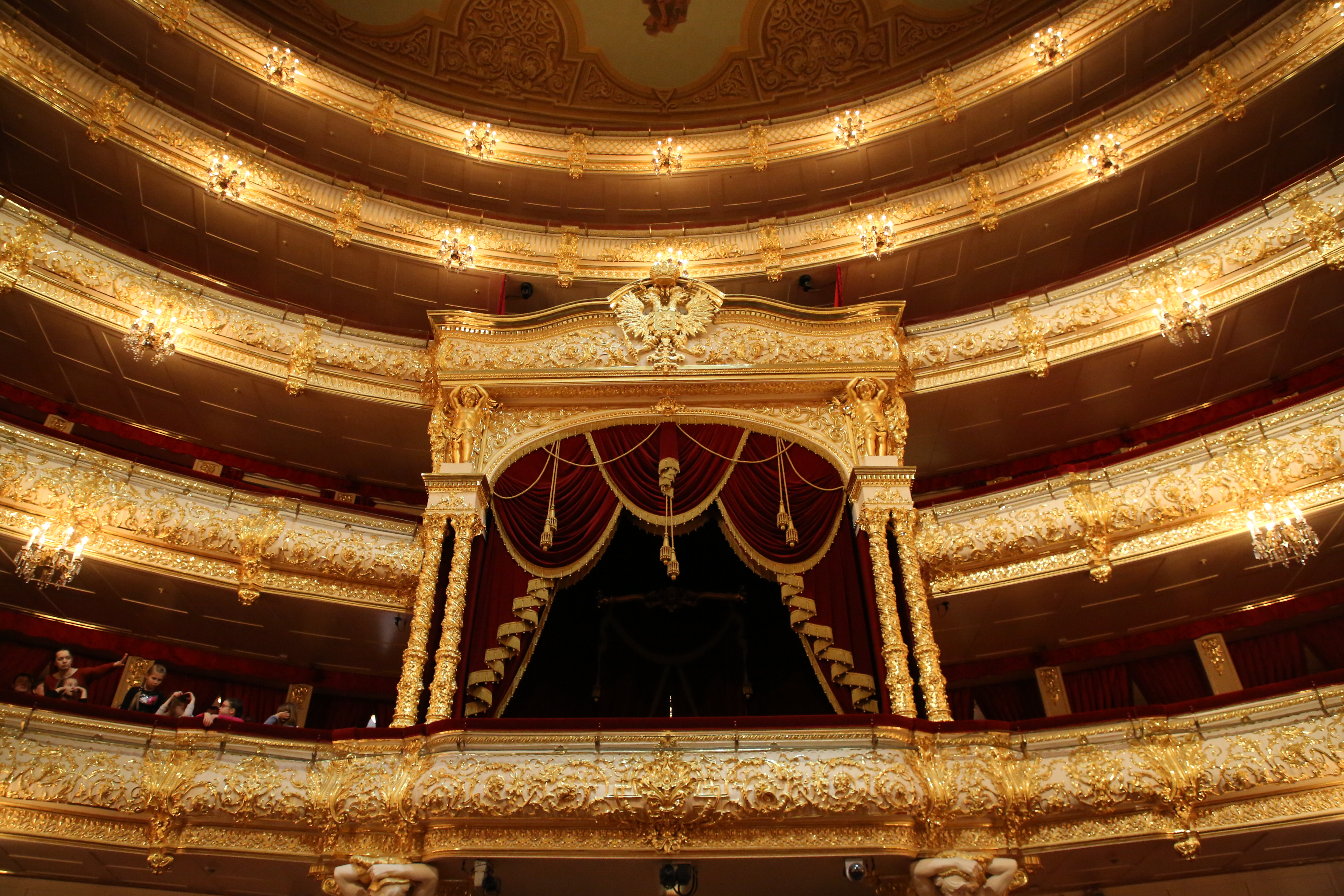
Blick zur Ehrenloge

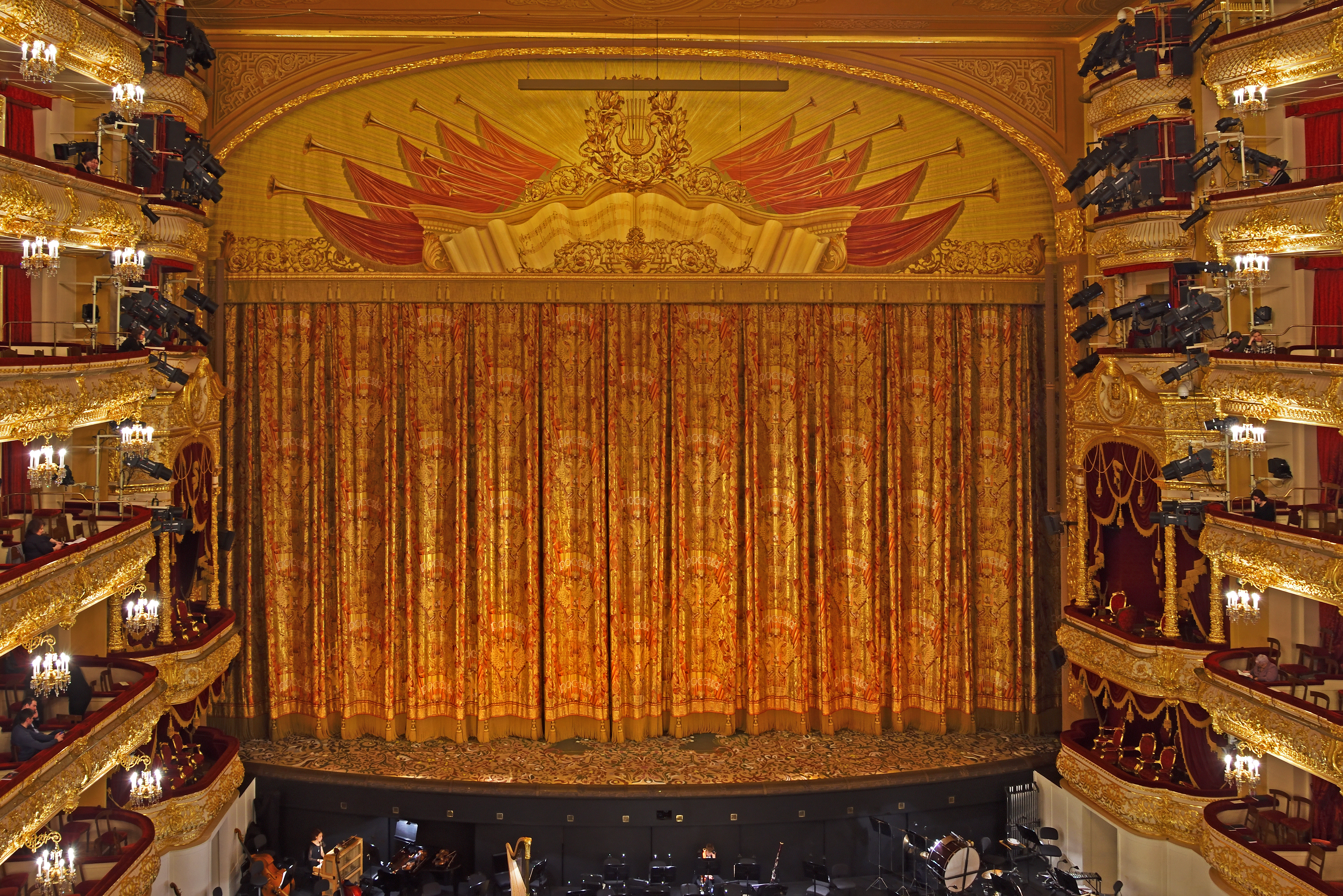
Blick zur Bühne

Das Bolschoi-Theater verfügt über 1.800 Zuschauerplätze und beschäftigt etwa 900 Schauspieler, Tänzer, Sänger und Musiker. Die Künstler sind meist auf Tournee in aller Welt unterwegs und daher selten in Moskau anzutreffen. Ein Besuch des Bolschoi-Theaters gehört oft zum Programm eines Moskautouristen. Eintrittskarten für die oberen Ränge sind bereits ab etwa acht Euro zu bekommen. Kartenhändler vor dem Eingang verkaufen die Karten jedoch zu weit überteuerten Preisen, da die Veranstaltungen meist restlos ausverkauft sind.
Für eine grundlegende Renovierung und Restaurierung von Mitte 2005 bis Ende Oktober 2011 war das Bolschoi-Theater geschlossen. Das Gebäude, dessen Mauerwerk teilweise aus drei Epochen stammt, war baufällig geworden, sodass eine grundlegende Erneuerung notwendig wurde. Schätzungen zufolge betrugen die Renovierungskosten 25,5 Milliarden Rubel, umgerechnet fast eine Milliarde Euro. Offizielle Angaben beliefen sich auf die Hälfte. Während der Schließungszeit ging die erste Riege des Bolschoi-Theaters auf ausgedehnte Gastspiele in Russland und der übrigen GUS. Ende 2002 wurde nahe dem Theatergebäude ersatzweise eine neue Bühne in Betrieb genommen, auf der ein Teil des Repertoires in der Umbauzeit weitergespielt wurde. Am 28. Oktober 2011 wurde das Haus wiedereröffnet. Im Zuge der Sanierung wurde statt des Wappens der Sowjetunion wieder das Wappen des Zarenreichs an der Fassade und im Innern angebracht.
Die Abbildung des Bolschoi-Theaters wurde auf einer modernen russischen Münze (in Silber) geprägt sowie auf den 100-Rubel-Schein gedruckt.
Am 17. Januar 2013 wurde der Intendant Sergei Filin mit Schwefelsäure angegriffen und verlor dabei sein Augenlicht. Bei einer Vorführung am 16. Juli 2013 stürzte der 65-jährige Violinist Wiktor Sedow sechs Meter in den Tod.
Von 2013 bis 2023 war Wladimir Urin Direktor des Theaters. Er entschied sich im Juli 2017 für die Absetzung eines von Kirill Serebrennikow gemeinsam mit dem Choreographen Jurij Possochow inszenierten Balletts über den Ballettstar Rudolf Nurejew.
Nach dem russischen Überfall auf die Ukraine und den damit einhergehenden Sanktionen verließen einige Tänzer (darunter Primaballerina Olga Smirnowa) das Bolschoi. Auch die zwei kremlkritischen Regisseure Kirill Serebrennikow und Timofei Kuljabin gingen nach Beginn des Krieges ins Ausland. Daraufhin wurden zwei ihrer Werke (Nurejew und Don Pasquale) abgesetzt.
Anfang Dezember 2023 wurde Generaldirektor Urin lange vor Ende seines bis 2027 geltenden Vertrags durch Waleri Gergijew ersetzt, dessen Vertrag fünf Jahre läuft. Urin hatte sich zwei Tage nach Beginn des russischen Angriffs auf die Ukraine zusammen mit anderen Kulturschaffenden in einem offenen Brief gegen den Krieg ausgesprochen.

## Filme
- Bolschoi – Eine Wiedergeburt. Dokumentarfilm, Frankreich, 2011, 52 Min., Buch und Regie: Denis Sneguirev, Produktion: arte France, Bel Air Media, Groupe Summa, deutsche Erstausstrahlung: 28. Oktober 2011.[10]
- Tanz am Bolshoi. Das Comeback der Moskauer Balletttruppe. Dokumentarfilm, Deutschland, 2009, 30 Min., Buch und Regie: Reiner Penzholz, Produktion: Eurokick, 3sat, ZDF, Erstausstrahlung: 22. August 2010 in 3sat.[11]
- Das große Bolshoi. Das Moskauer Opernhaus im Umbruch. Dokumentation, Deutschland, 2009, 45 Min., Regie: Reiner Penzholz, Erstausstrahlung: 23. Dezember 2009 in 3sat[12]
- Bolshoi Babylon. Dokumentarfilm, Großbritannien, 2015, 87 Min., Regie: Nick Read, Kinostart in Deutschland 21. Juli 2016. Der „Skandal“-Film bemüht sich darum, die Vorfälle des Jahres 2013 zu ermitteln und zum Sittenbild des modernen Russland zu gestalten.[13][14]
- In der amerikanischen Actionkomödie Police Academy 7 – Mission in Moskau von 1994 stellt das Bolschoi-Theater einen Schauplatz der Handlung dar.